# Эйде, Торилл
Торилл Эйде (норв. Torill Eide; род. 24 февраля 1950, Осло) — норвежская писательница.

## Биография
Торилл Эйде родилась 24 февраля 1950 года в Осло. В 1978 году вышла её книга для молодежи «Ville så gjerne fortelle om sommeren...». Наиболее известны ещё несколько книг Эйде «Det vil komme nye dager» написанная в 1983 году и «Huletur» 1988 года. В 1993 году награждена Премией Браги за книгу «Skjulte ærend».
Пишет книги для детей и подростков. В 1979 году вышла её книга «Ville så gjerne fortelle om sommeren». До 1988 года писалась под псевдонимом Торил Смит-Симонсен (норв. Torill Smith-Simonsen).

### Книги переведённые на шведский язык
- Eide, T. Blå vår (норв.) / översättning Elisabeth Jörgensen. — Bonniers juniorförl, 1992. — P. 147. — ISBN 9148520411.

## Награды и премии
- 1984: Премия Министерства культуры Норвегии «За детскую и юношескую литературу»
- 1993: Премия Браги за книгу «Skjulte ærend».